# Bătălia de la Cetate
Bătălia de la Cetate a avut loc în timpul Războiul Crimeii. În această luptă o parte a combatanților conduși de Ahmed Pașa au încercat să cucerească orașul Cetate din Țara Românească, dar nu au avut succes.

## Condiții
Bătălia a avut loc în timpul campaniei Dunărene a Războiul Crimeii. În perioada premergătoare confruntării armate, Imperiul Rus a ocupat Moldova și Țara Românească , poziționându-se pe malul drept al Dunării. Imperiul Otoman a răspuns prin mutarea trupelor pe malul drept pentru a se înfrunta cu ei. În vest, la granița cu Austria și Serbia, trupele Imperiului Rus din Cetate erau pregătite pentru bătălie în fortăreața Vidin. În urma ultimatumului otoman de pe 4 octombrie 1853 de a se retrage în termen de 2 săptămâni, forțele otomane conduse de Ahmed Pașa au traversat fluviul și au ocupat orașul Calafat.

## Bătălie
La data de 31 decembrie 1853, Ahmed Pașa aflat la conducerea unei armate de cavalerie susținută de infanterie, au avansat pentru a ataca Cetate, care era asediată de un detașament al Imperiului Rus, condus de Colonel AK Baumgarten. Acest atac a fost respins, după care ambele părți au solicitat întăriri. Pe 6 ianuarie 1854 Ahmed și-a întărit ofensiva cu 18.000 de oameni. Acest atac a avut succes, iar trupele Imperiului Rus au fost alungate din oraș cu mari pierderi. Cu toate acestea, întăririle pentru ruși au sosit în timpul aceleiași zile, iar Ahmed temându-se de un atac asupra bazei sale și să nu fie izolat el însuși a abandonat orașul și s-a retras la Calafat.

## Urmări
Bătălia de la Cetate nu a fost în cele din urmă decisivă. După mari pierderi de ambele părți, ambele armate s-au întors de unde au plecat. Forțele Imperiului Otoman erau încă puternic instalate în zonă și blocau contactul între ruși și sârbi, la care se uitau după sprijin, dar la rândul lor ei înșiși nu au fost aproape de a-i îndepărta pe ruși din Principate, scopul lor declarat.

## Galerie de imagini

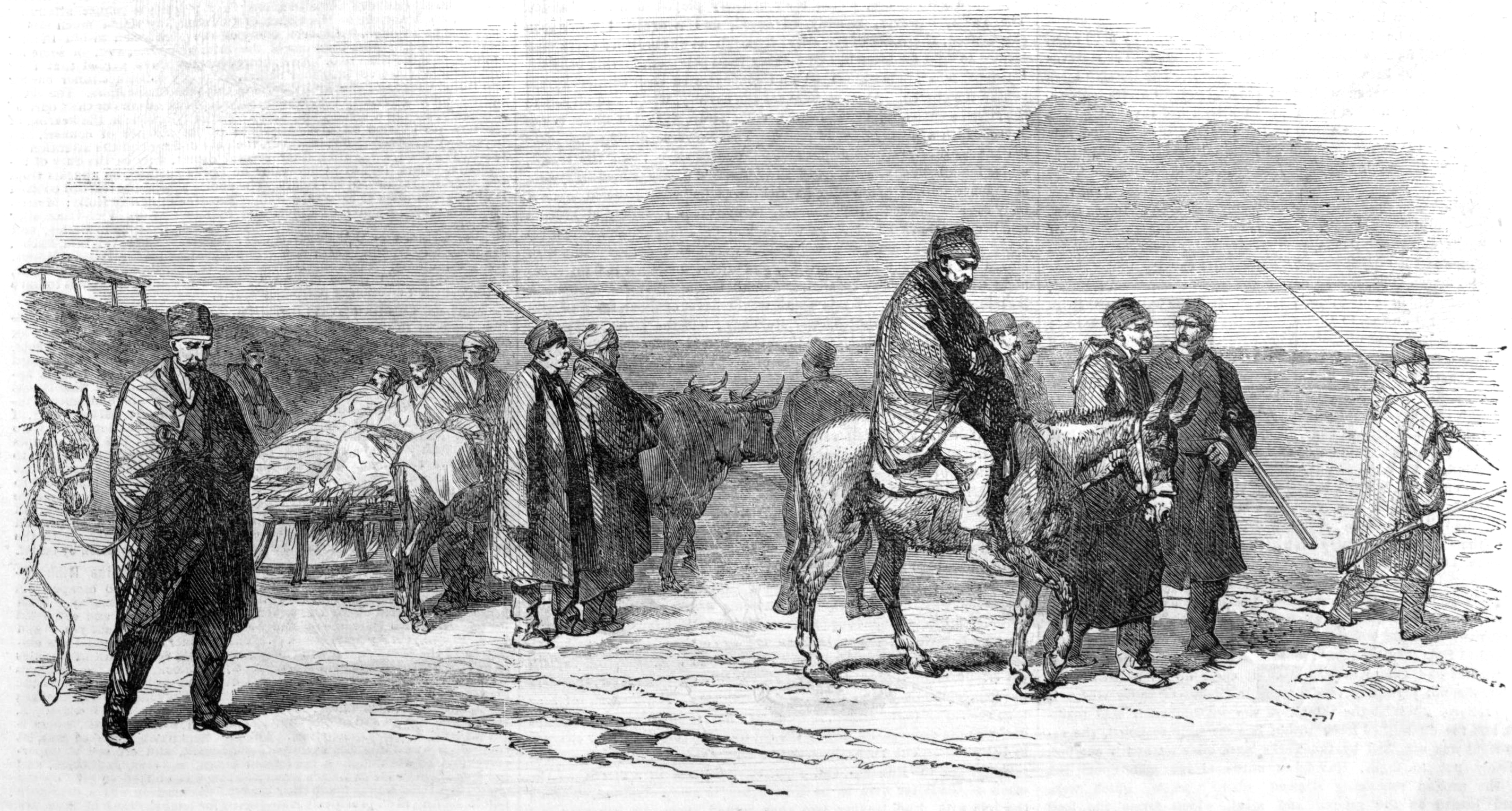
Sosirea la Calafat a răniților de la Cetate
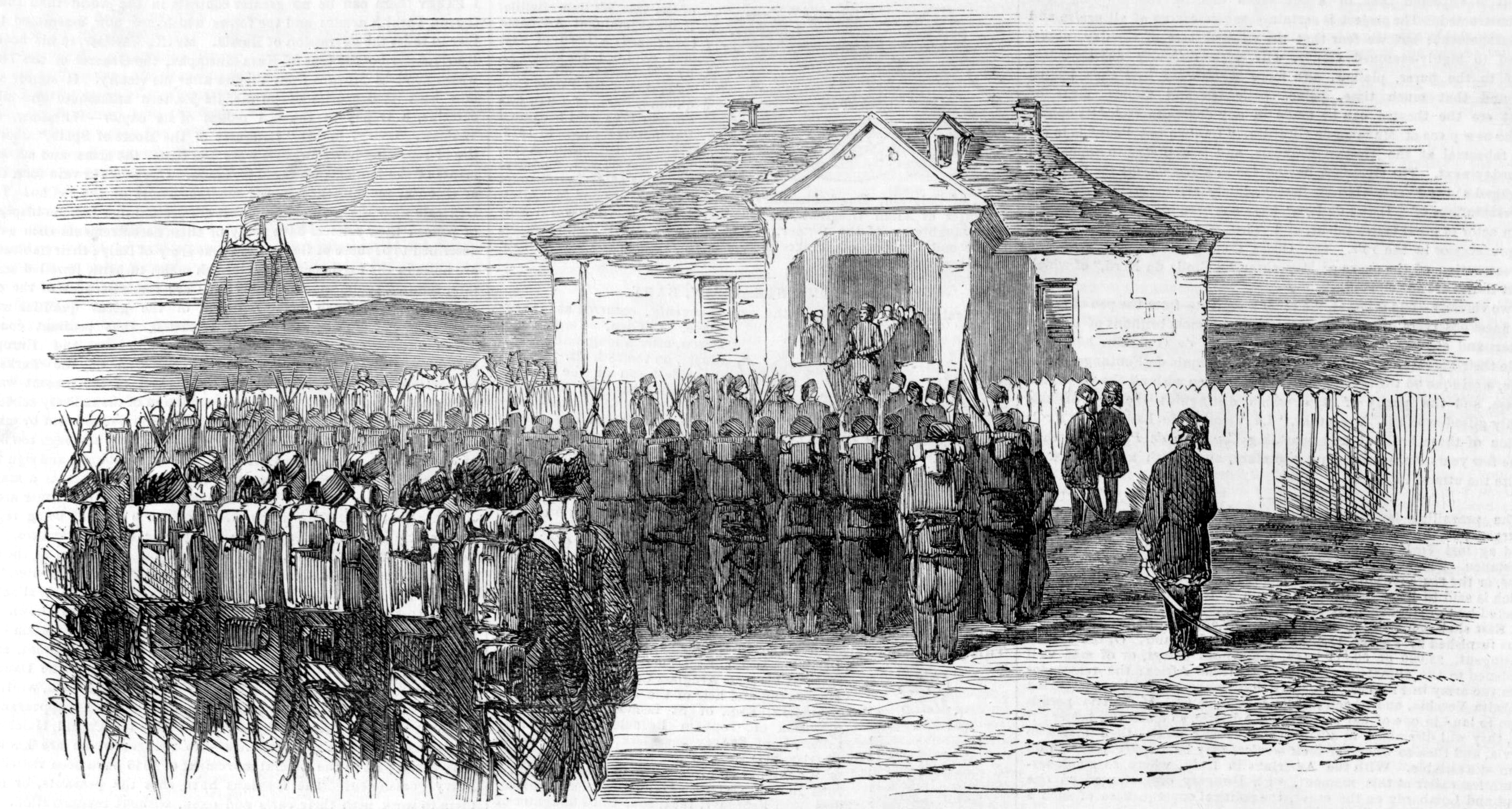
Distribuirea de Medjidie, după Bătălia de la Cetate